# Troleibuzele din Suceava
Rețeaua de troleibuz din Suceava a asigurat transportul electric din oraș între 15 august 1987 și 2 aprilie 2006. Numărul maxim de linii a fost 6, deservite de troleibuze Rocar 212E.